# Sénènmout
Sénènmout (noté également Senmout), né à Hermonthis (actuelle Erment, à environ trente kilomètres au sud de Louxor), est un notable roturier de la XVIIIe dynastie égyptienne, ayant joué un rôle d'« éminence grise » sous le règne d'Hatchepsout, en étant probablement l'amant de cette dernière. 
Son père, Ramosé, et sa mère, Hatnéfer (surnommée Tioutiou), peut-être déjà au service de la reine Ahmès, mère d'Hatchepsout, étaient sans doute originaires du pays de Ouaouat (la Basse-Nubie égyptienne située entre les deux premières cataractes). Il est vraisemblable qu'ils firent partie d'un groupe d'anciens notables, prisonniers de guerre sous Thoutmôsis Ier.

## Généalogie
On ne connaît pas grand-chose de son enfance ni de sa jeunesse. On sait uniquement que, jeune militaire, il a participé à trois campagnes contre les Nubiens et qu'il s'y est illustré. Il fut remarqué par Ahmès Pen-Nekhbet, qui se l'adjoint dans sa fonction de « père nourricier » de Néférourê, la fille de Thoutmôsis II et Hatchepsout.
Il est représenté sur l'ostracon de Sénènmout qui fait actuellement partie de la collection du Metropolitan Museum of Art.

## Relations avec la famille royale

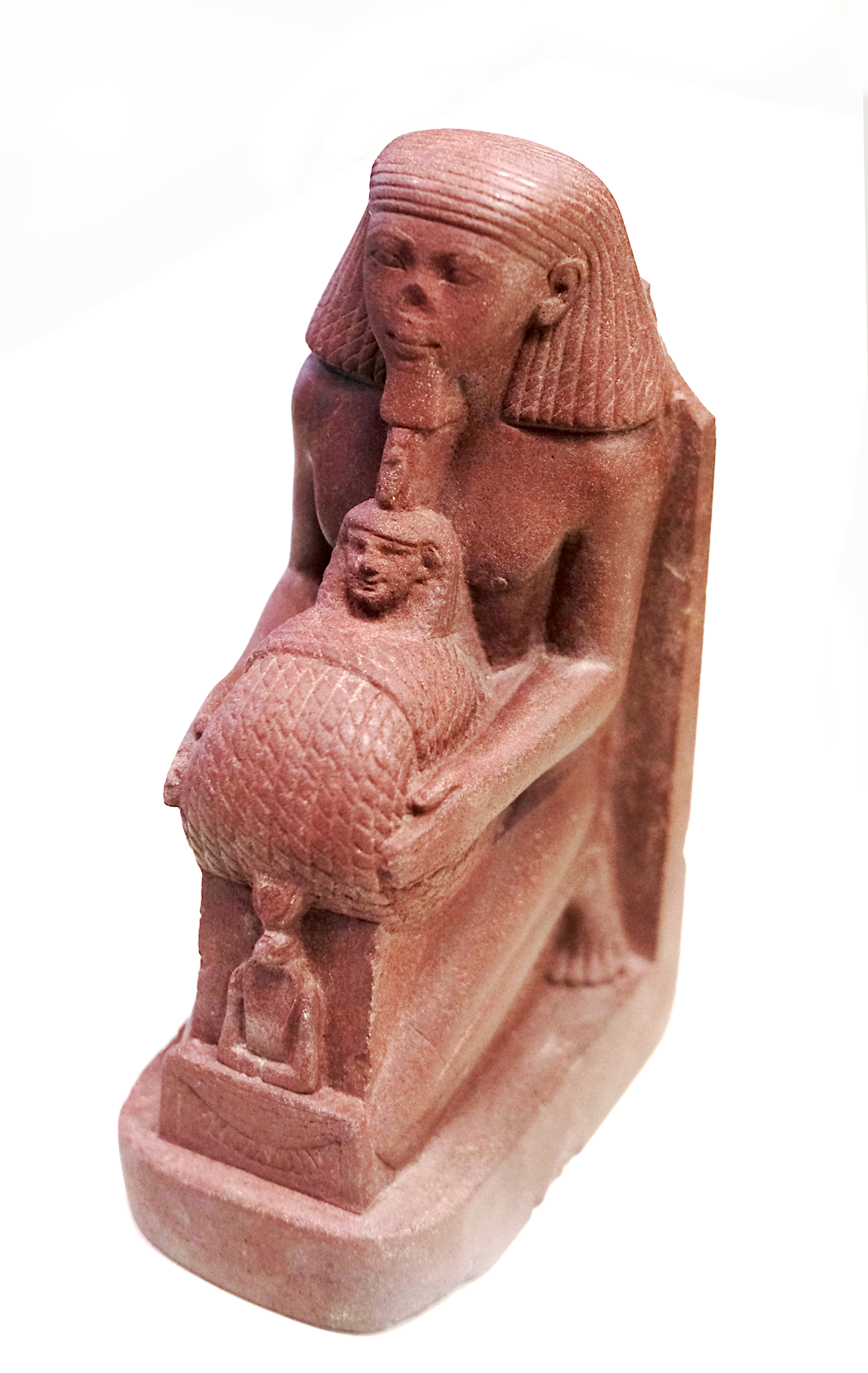
Sénènmout, conseiller de la reine Hatchepsout et architecte de son temple à Deir el-Bahari (musée du Louvre, E11057).

Sénènmout vit à Thèbes où ses qualités personnelles le conduisent à une carrière fulgurante auprès de la famille royale. Les titres qu'il porte sont nombreux (on en cite une soixantaine) et le couple royal le nomme précepteur et père nourricier de leur fille Néférourê (il succède ainsi à Ahmès Pen-Nekhbet). Il va exercer cette fonction avec l'aide de Senmèn (peut-être son propre frère) qui est nommé Gouverneur de la maison de la princesse. Il aurait également été le précepteur de la deuxième fille des souverains, Mérytrê-Hatchepsout. De plus, il est nommé Intendant en chef de la Maison d'Hatchepsout.
Après le décès de son époux, la reine confie à son intendant la tâche de poursuivre le projet ébauché par le défunt : ériger une paire d'obélisques à Karnak, en l'honneur d'Amon. Pour réaliser ce projet délicat, on procède à l'extraction des deux « aiguilles solaires » dans une carrière de granit rose à el-Mahatta, près d'Assouan. Sénènmout est également l'architecte responsable de la construction du temple funéraire d'Hatchepsout, à Deir el-Bahari.
En tant que Grand Majordome de la reine, Sénènmout l'appuie dans son ascension vers le trône. Il exerce son autorité sur les hauts fonctionnaires tant dans le domaine civil que sacerdotal. Certains ont voulu voir dans la dévotion qu'il vouait à sa reine les indices d'une relation plus intime. Rien n'est certain et il est possible que cette relation particulière soit tout simplement un signe de gratitude pour le rôle éducateur très important que Sénènmout tenait auprès de Néférourê.
Sénènmout, soutenu par la reine, jouera un rôle important dans l'apparition d'une nouvelle forme de statuaire plus inspirée par le mouvement, la poésie, l'anecdote. Le Grand Intendant de la reine occupe une place prépondérante auprès de la famille régnante. Sur une statue conservée à Berlin on lit ce texte qu'il eut l'autorisation de faire graver :
« Je suis un noble, aimé de son seigneur, et je suis entré dans les vues du maître des Deux Pays. Il m'a fait devenir Grand Administrateur de sa Maison et Juge du pays tout entier. J'ai été au-dessus des plus grands, Directeur des directeurs de travaux. J'ai agi, dans ce pays, sous son ordre jusqu'au moment où la mort arriva devant lui. (Maintenant) je vis sous l'autorité de la Maîtresse des Deux Pays, Maâtkarê, qu'elle vive éternellement ! »

## Sépulture

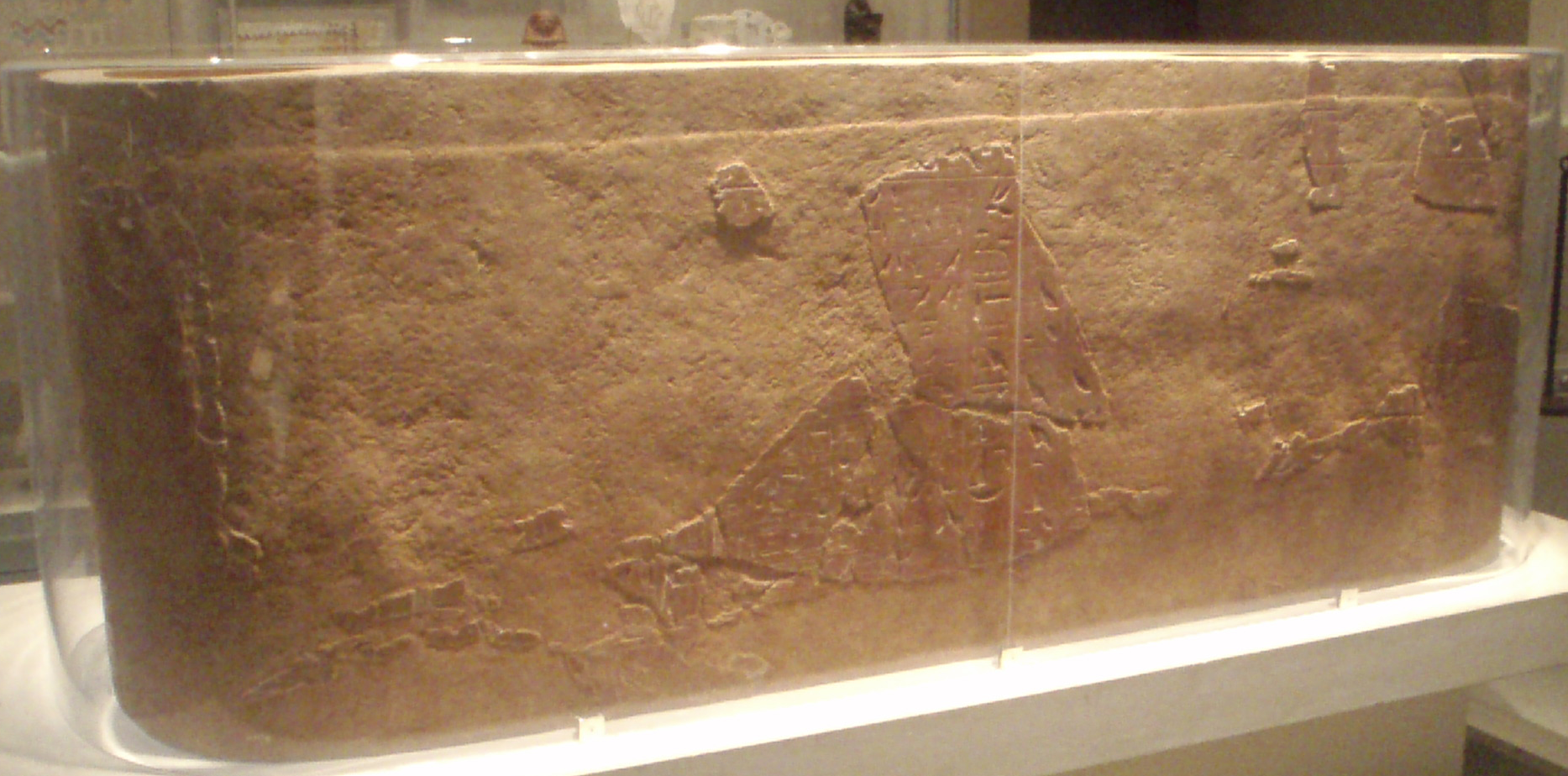
Sarcophage de Sénènmout conservé au Metropolitan Museum of Art de New York

Deux tombeaux ont été préparés pour Sénènmout, le premier (TT71, jamais terminé) dans la nécropole thébaine à Cheikh Abd el-Gournah, le second (TT353) près du temple d'Hatchepsout à Deir el-Bahari.

La tombe TT71 aurait été commencée lors du retour d'expédition au pays de Pount. En 1920, Norman de Garis Davies découvre, sur le parvis devant la tombe, un ostracon mentionnant : 
« la 7e année, 4e mois de Peret, et 2 jours : début des travaux de ce tombeau. »
Sénènmout, architecte d'Hatchepsout, a imaginé le fameux temple funéraire de Deir el-Bahari. Pour rester à proximité de sa reine, il a fait construire pour son propre usage une tombe (répertoriée TT 353) qui recèle un document historique de première importance : son plafond astronomique.